# Pellegrino Parmense
Pellegrino Parmense (Pelegrén in dialetto parmigiano) è un comune italiano di 968 abitanti della provincia di Parma situato nella parte nord della valle del Ceno.

## Storia
Il territorio di Pellegrino Parmense risultava abitato forse già nel IV millennio a.C., quando probabilmente furono intraprese le prime coltivazioni di alcuni appezzamenti di terreno nei pressi del torrente Stirone, come parrebbe dimostrare un'accetta di pietra levigata ritrovata nel XIX secolo nei dintorni della frazione di Ceriato.
Sicuramente nell'età del bronzo, a cavallo tra il II e il I millennio a.C., sorsero i primi insediamenti umani sul monte Pietranera; i Liguri vi realizzarono tra il IV e il III secolo a.C. una necropoli, rinvenuta nel 1876 nei pressi di Besozzola.
I Romani preferirono le zone più pianeggianti, ove fondarono i fundi (tenute agricole) di Carigenum (Careno), Gragnanos (Gragnano), Marianum (Mariano) e infine Luciliani (Lusignani) alle pendici del monte Santa Cristina.
In seguito i Longobardi si stanziarono nella zona del castello, ove sono state rinvenute alcune vestigia dell'antico popolo.
Nel 981 l'imperatore del Sacro Romano Impero Ottone II di Sassonia investì del feudo di Pellegrino, che elevò al rango di marchesato, l'obertengo Adalberto di Baden, che avviò la costruzione del castello; i suoi due figli Umbertino e Bertoldo diedero origine all'importante casata dei Pallavicino.
Nei secoli seguenti il territorio fu più volte conteso dai parmigiani e dai piacentini. Proprio per pacificare i due fronti nel 1198 il cardinale Pietro Capuano, diacono di Santa Maria in Via Lata, si recò a Borgo San Donnino, ma mentre attraversava la valle dello Stirone fu assalito da Guglielmo Pallavicino di Oberto, che lo spogliò di tutte le sue sostanze; il cospicuo bottino consentì al marchese di ricostruire completamente il maniero, rendendolo a lungo inespugnabile.
Il marchese Oberto II Pallavicino, feroce condottiero ghibellino, nel 1249 fu investito dall'imperatore Federico II di Svevia di numerosi castelli del Parmense, che costituirono il primo nucleo del potente Stato Pallavicino; sottomise inoltre i guelfi parmigiani che, non riuscendo a impadronirsi del castello, furono costretti a riconoscergli una pensione di 1000 lire imperiali.
Nel 1428 le truppe del duca di Milano Filippo Maria Visconti, guidate dal capitano di ventura Niccolò Piccinino, ebbero la meglio sulle difese del maniero; il marchese Manfredo Pallavicino fu arrestato e costretto sotto tortura a confessare di aver congiurato contro il duca, che lo condannò a morte e incamerò tutti i suoi beni. Nel 1438 il feudo di Pellegrino, ridotto a contea, fu assegnato al Piccinino, che fortificò la rocca con una nuova cinta muraria; al conte succedettero i figli Francesco e Jacopo.
Nel 1449 il condottiero Alessandro Sforza conquistò il castello, che nel 1472 fu acquistato da Gabriella Gonzaga, moglie di Corrado Fogliani, fratello per parte di madre del duca Francesco Sforza; il duca Galeazzo Maria Sforza elevò nuovamente a marchesato il feudo di Pellegrino e lo assegnò al cugino Lodovico Fogliani, al quale concesse inoltre la facoltà di aggiungere al proprio il cognome Sforza.
L'ultimo marchese Giovanni Fogliani Sforza d'Aragona, privo di figli maschi, nel 1759 rinunciò ai propri feudi in favore di Federico Meli Lupi di Soragna, figlio di sua sorella; il marchesato passò alla sua morte al figlio Carlo, che nel 1805 fu costretto a rinunciare a Pellegrino a causa dei decreti napoleonici relativi all'abolizione dei diritti feudali.
Nel 1836 Pellegrino Parmense divenne comune autonomo.

### Simboli
Lo stemma del comune, concesso con regio decreto del 21 giugno 1906, raffigura un pellegrino diretto verso il santuario della Beata Vergine Assunta di Careno; pare infatti che il nome della località derivi proprio dalla forte devozione da parte dei numerosi fedeli, che, recandosi in visita alla chiesa, sostavano nel borgo prima di affrontare l'ultima salita.
Il gonfalone è un drappo rettangolare di rosso.

## Monumenti e luoghi d'interesse

### Architetture religiose

#### Chiesa di San Giuseppe

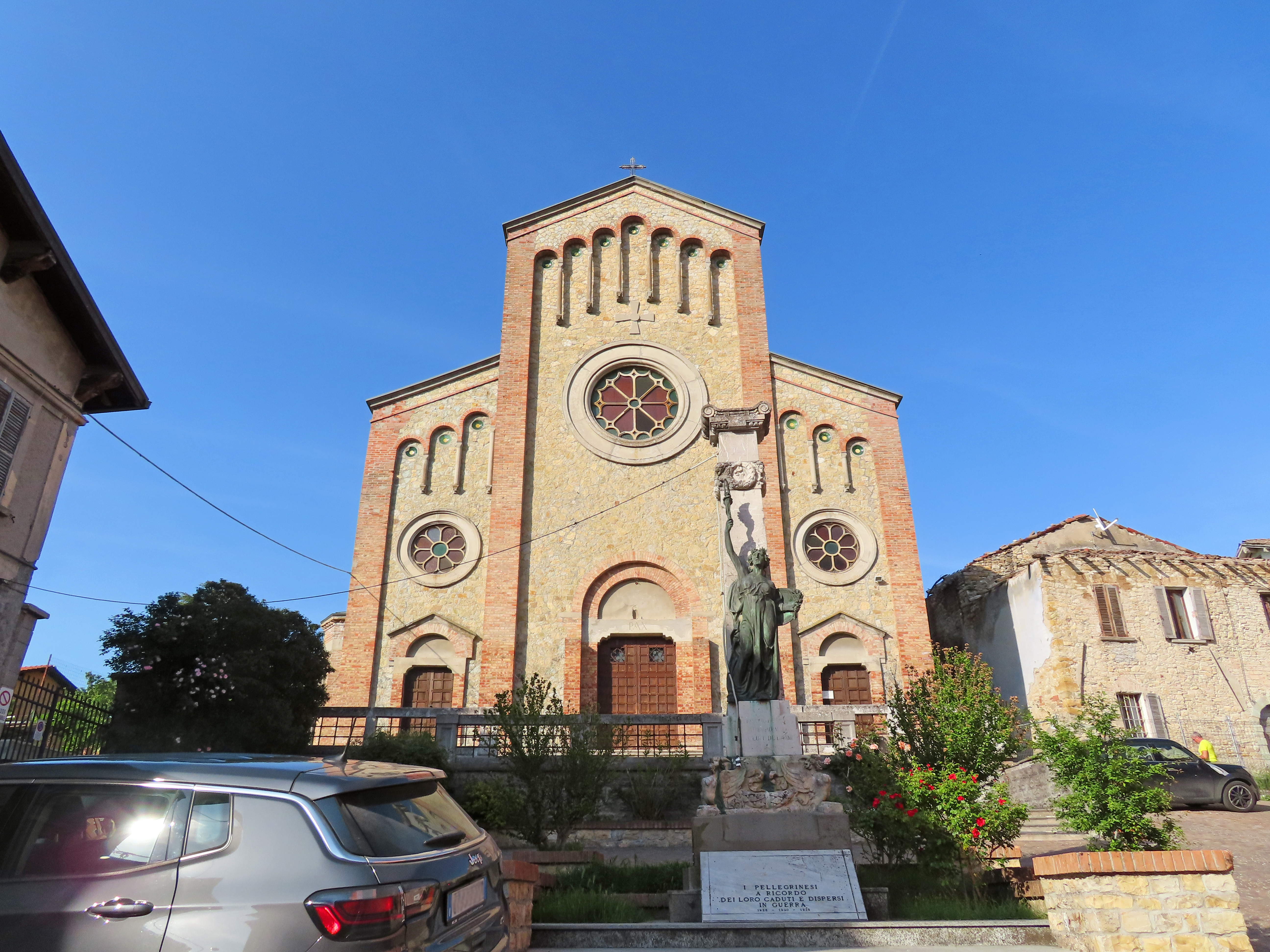
Chiesa di San Giuseppe

La chiesa di San Giuseppe fu costruita tra il 1914 e il 1927 in stile neoromanico su progetto dell'architetto Tancredi Venturini, per sostituire l'antico luogo di culto eretto come oratorio nel 1624 ed elevato a sede parrocchiale nel 1836; il tempio conserva al suo interno un gruppo scultoreo ligneo raffigurante l'Ultima Cena, realizzato da Walter Benecchi.

#### Ex chiesa di San Giuseppe

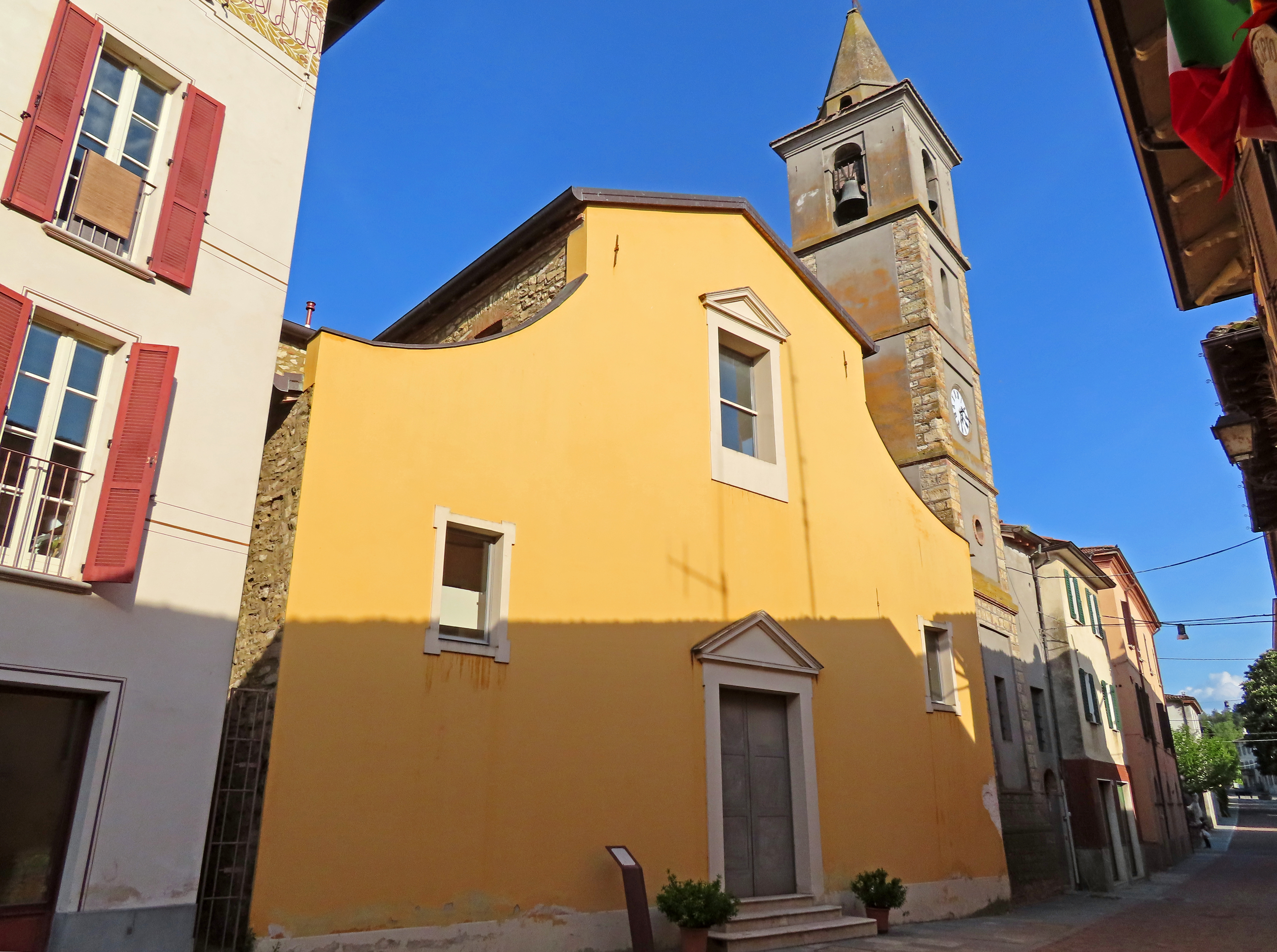
Ex chiesa di San Giuseppe

L'ex chiesa di San Giuseppe fu costruita nel 1642 in stile barocco dai frati del vicino convento di San Francesco; sconsacrata nel 1927 in seguito alla costruzione del nuovo tempio, fu adibita dapprima a deposito del grano, poi a garage, quindi a centrale Telecom e infine, al termine dei lavori di restauro effettuati tra il 2004 e il 2011, ad auditorium comunale, intitolato a Claudio Costerbosa, sindaco di Pellegrino Parmense dal 1842 al 1850 e patriota risorgimentale.

#### Convento di San Francesco

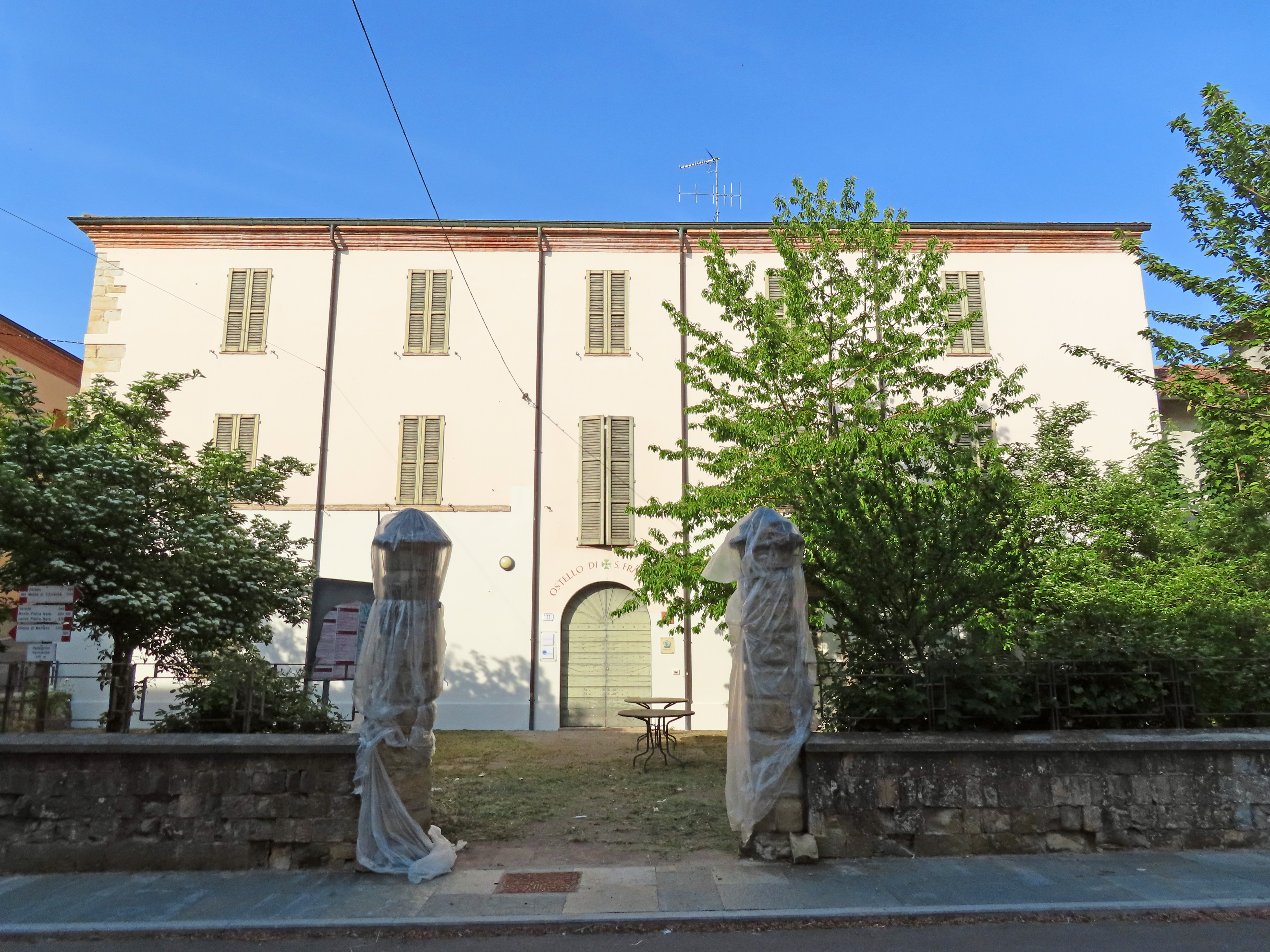
Convento di San Francesco

Il convento francescano fu fondato nel 1421 secondo la tradizione da san Bernardino da Siena e fu dotato nel 1512 di un oratorio dedicato a san Rocco; confiscato nel 1805 a causa dei decreti napoleonici, il palazzo fu destinato nel 1879 a ospedale e successivamente a scuola e sede di varie associazioni; acquisito dal Comune di Pellegrino Parmense, nel 1999 fu completamente ristrutturato e adibito a ostello; durante i lavori furono recuperate le tracce dell'antica chiesa e degli affreschi che la decoravano.

#### Santuario della Beata Vergine Assunta

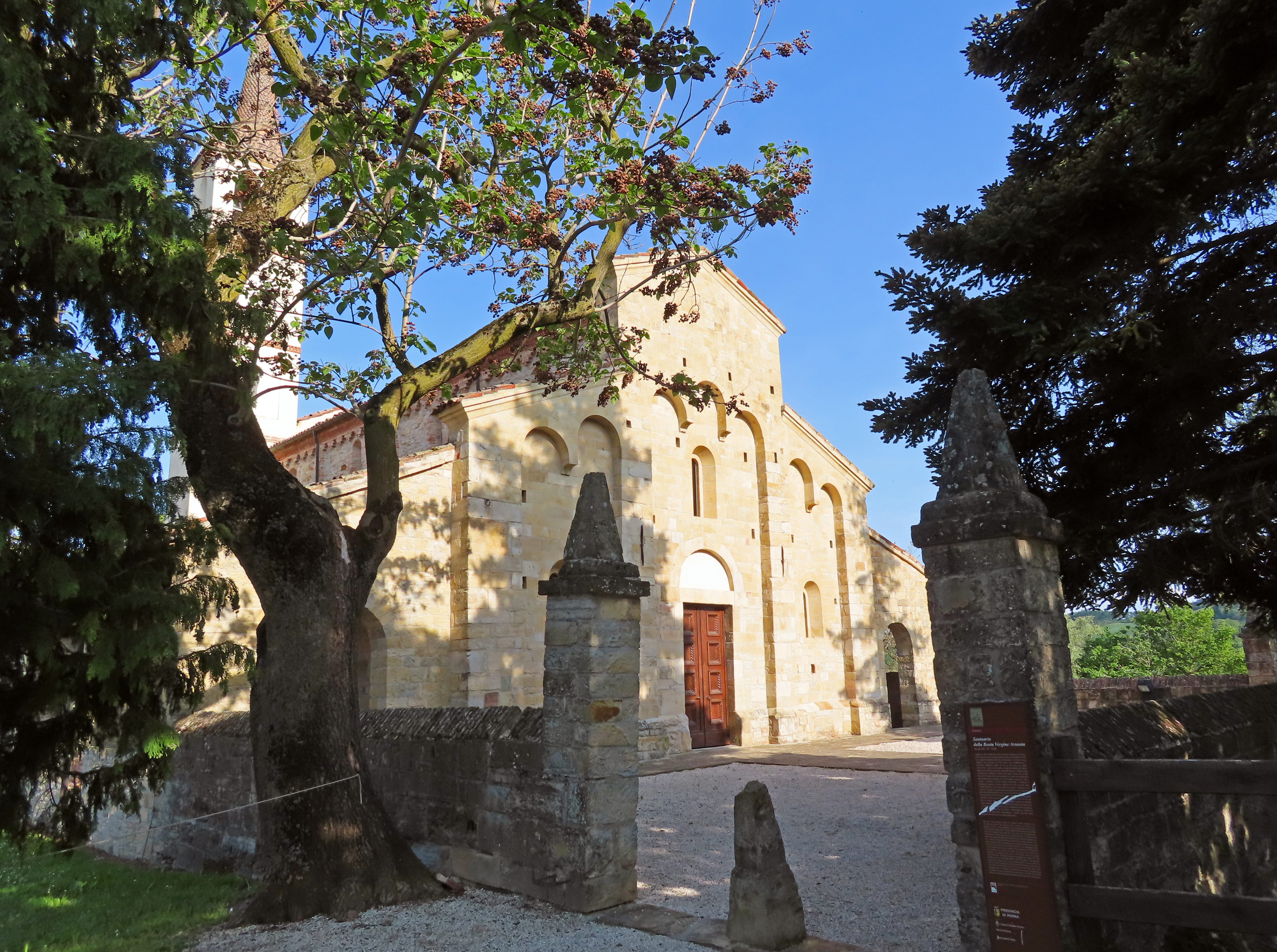
Santuario della Beata Vergine Assunta

Nella frazione di Careno sorge il romanico santuario della Beata Vergine Assunta, costruito probabilmente nel 1044 per volontà di un certo Ghirarde ma menzionato per la prima volta nel 1230 quale cappella dipendente dalla pieve di Serravalle; ricostruita nel XIII secolo, la chiesa fu profondamente modificata in stile gotico intorno alla metà del XV secolo, mentre nel XVIII secolo furono edificati i due simmetrici porticati esterni laterali e furono decorati gli interni con affreschi barocchi; elevato a santuario mariano nel 1902, il tempio fu restaurato intorno alla metà del XX secolo e nuovamente tra il 2005 e il 2007.

#### Pieve di San Martino

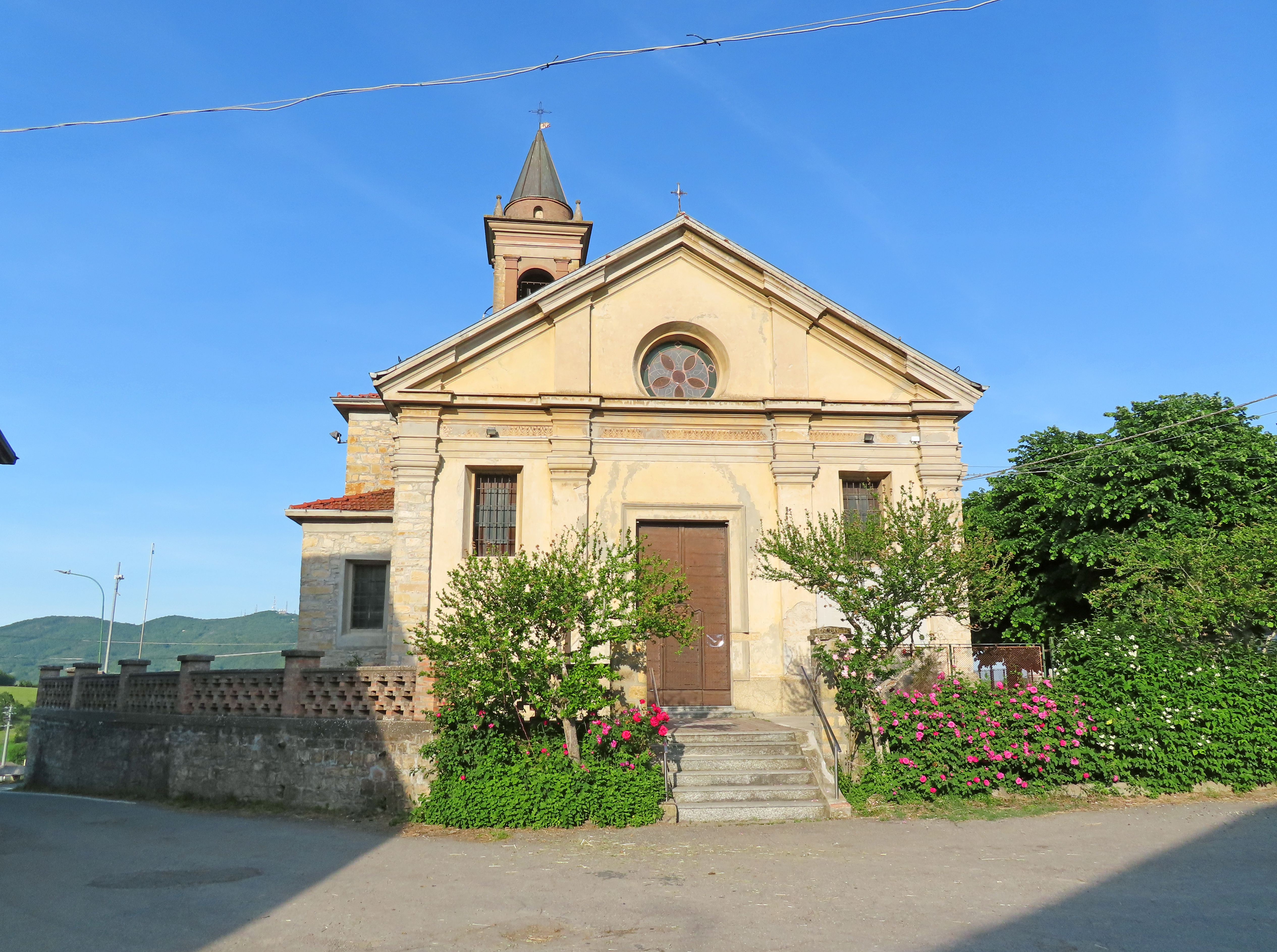
Pieve di San Martino

Nella frazione di Iggio si trova la pieve di San Martino, edificata in stile romanico probabilmente agli inizi dell'XI secolo, ma profondamente modificata nelle attuali forme neoclassiche nella seconda metà del XVIII secolo e infine restaurata nel 1924 riportando alla luce il portale d'ingresso originario.

### Architetture militari

#### Castello

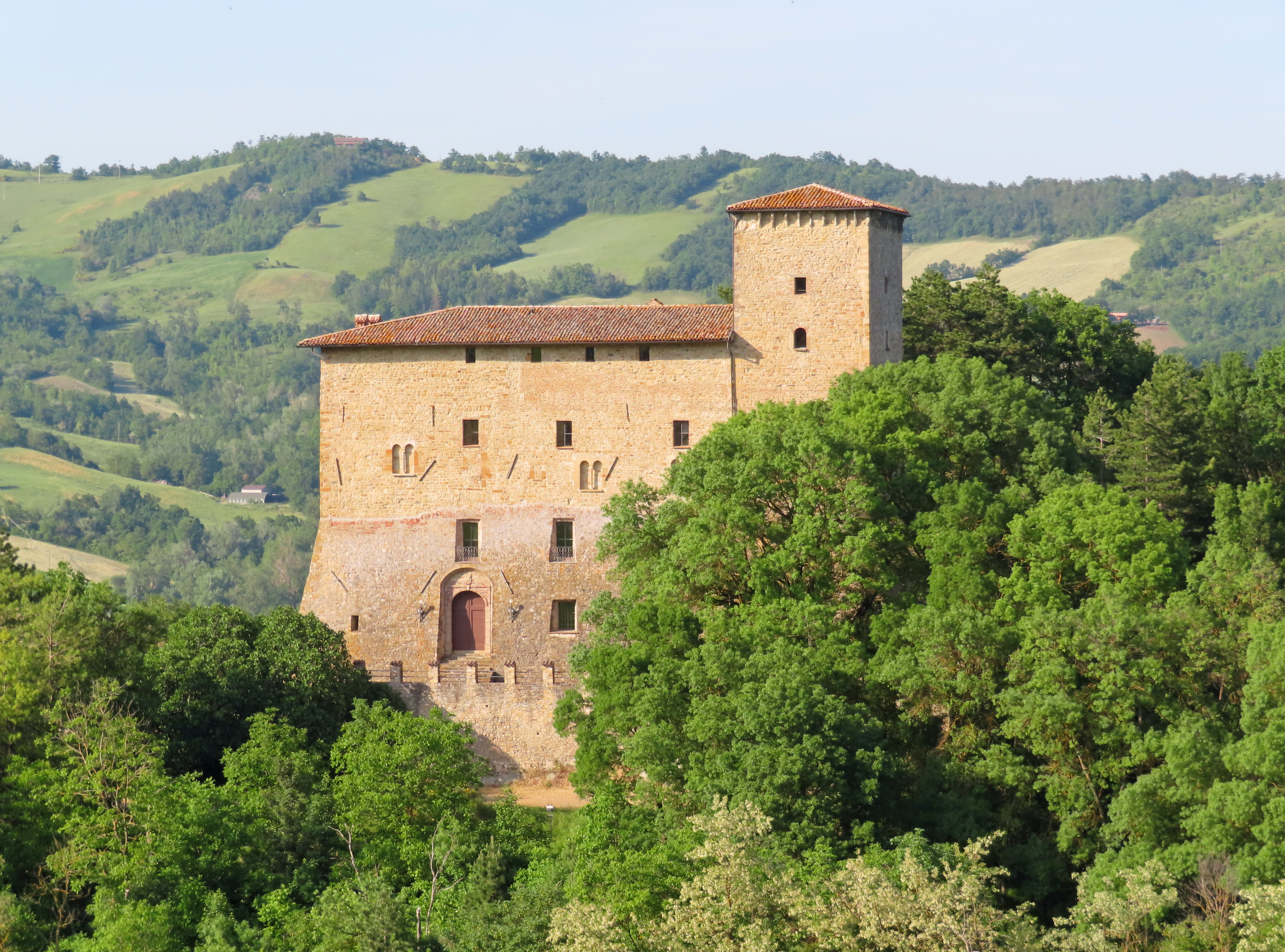
Castello

Domina il borgo di Pellegrino Parmense il castello medievale, innalzato originariamente nel 981 per volere di Adalberto di Baden, capostipite dei Pallavicino, e ricostruito completamente nel 1198 dal marchese Guglielmo; conquistato nel 1438 da Niccolò Piccinino, capitano delle truppe del duca di Milano Filippo Maria Visconti, il maniero fu rinforzato da Francesco e Jacopo Piccinino; espugnato nel 1449 dal condottiero Alessandro Sforza, fu assegnato nel 1472 a Lodovico Fogliani, capostipite dei Fogliani Sforza, che lo mantennero fino al 1759, quando l'ultimo marchese Giovanni lo cedette al nipote Federico Meli Lupi di Soragna; alienato alla famiglia Boccoli in seguito ai decreti napoleonici del 1805 relativi all'abolizione dei diritti feudali, passò nel 1817 ai Pettenati, che lo rivendettero durante la prima guerra mondiale spogliandolo di ogni arredo; utilizzato per anni come falegnameria, fu nuovamente alienato dopo la seconda guerra mondiale dapprima a Carlo Raggio, quindi ai Bottego, ai Tomelleri, che ne avviarono i primi importanti interventi di restauro, e infine dopo il 1990 all'imprenditore Camillo Catelli, che completò i lavori recuperando anche la cappella e la torre e arredò con mobili antichi le sale.

## Società

### Evoluzione demografica
Abitanti censiti

## Geografia antropica

### Frazioni
Aione di Sopra, Aione di Sotto, Berzieri, Besozzola, Careno, Casalicchio, Casalino, Casa Veronica, Castellaro, Grotta, Iggio, Mariano, Marubbi, Montanari, Pietra Nera, Pietraspaccata, Rigollo, Valico Sant'Antonio, Santini, Stuzzano, Varone, Vigoleni, Volpi.

## Amministrazione
Di seguito è presentata una tabella relativa alle amministrazioni che si sono succedute in questo comune.
| Periodo         | Periodo           | Primo cittadino   | Partito                                         | Carica  | Note   |
| --------------- | ----------------- | ----------------- | ----------------------------------------------- | ------- | ------ |
| 16 luglio 1985  | 16 giugno 1990    | Ettore Brianti    | Democrazia Cristiana                            | Sindaco | [ 20 ] |
| 28 giugno 1990  | 24 aprile 1995    | Ettore Brianti    | Democrazia Cristiana                            | Sindaco | [ 20 ] |
| 24 aprile 1995  | 14 giugno 1999    | Ettore Brianti    | centro-sinistra                                 | Sindaco | [ 20 ] |
| 14 giugno 1999  | 14 giugno 2004    | Ettore Brianti    | centro-sinistra                                 | Sindaco | [ 20 ] |
| 14 giugno 2004  | 8 giugno 2009     | Roberto Ventura   | centro-sinistra                                 | Sindaco | [ 20 ] |
| 8 giugno 2009   | 25 maggio 2014    | Enrico Pirroni    | lista civica                                    | Sindaco | [ 20 ] |
| 25 maggio 2014  | 27 maggio 2019    | Emanuele Pedrazzi | lista civica "Uniti per Pellegrino"             | Sindaco | [ 20 ] |
| 27 maggio 2019  | 2 dicembre 2019   | Luca Graffi       | lista civica "Noi e Luca Graffi per Pellegrino" | Sindaco | [ 20 ] |
| 2 dicembre 2019 | 22 Settembre 2020 | Antonino Carlo    | commissario                                     | Sindaco | [ 20 ] |